# بيتر غوتز
بيتر غوتز (بالإنجليزية: Angus Goetz)‏ هو لاعب كرة قدم أمريكية أمريكي، ولد في 6 يوليو 1897 في قرية دي تور في الولايات المتحدة، وتوفي في 1 يوليو 1977.

## وصلات خارجية
- بيتر غوتز على موقع مرجع كرة القدم المحترفة.كوم (الإنجليزية)